# Majaceite
El río Majaceite, también llamado río Guadalcacín, es un río de la provincia de Cádiz (Andalucía, España), principal afluente del Guadalete. Gran parte de su recorrido discurre por el parque natural de la Sierra de Grazalema, siendo parte fundamental suya.

## Curso
El río Majaceite nace en Benamahoma, donde se le denomina también río El Bosque hasta su confluencia con los ríos Ubrique y Tavizna, en el embalse de Los Hurones.
A partir de aquí, de escasa pendiente (salva un desnivel de 200 m en unos 50 km de longitud), toma dirección oeste hasta llegar al sur de Arcos de la Frontera, a la llamada Junta de los Ríos, donde afluye finalmente el Guadalete.
Geológicamente se distinguen dos tramos: uno inicial, triásico, y el segundo de tipo cuaternario. Sus afluentes son, aparte de los ya nombrados Ubrique y Tavizna, el arroyo del Caballo, el arroyo Astillero, el arroyo de la Zorra (margen izquierda), el arroyo Garganta de Echevarría, el arroyo Benajimas y el arroyo Mazorcán (margen derecha).

### Embalses
En este río gaditano se encuentra el embalse de Guadalcacín, el mayor de la provincia de Cádiz, con 800 hectómetros cúbicos de capacidad y 3670 hectáreas de superficie.
Además, está conectado con el río Guadiaro por un túnel, para que cuando este tenga caudal suficiente (5 metros cúbicos de agua por segundo y con un máximo de 110hm³ anuales) le pueda trasvasar agua para el embalse.

## Fauna
Destaca la trucha salvaje, que se vio acosada por escapes de trucha arcoíris de la piscifactoría de El Bosque hasta su cierre en 2019.
No obstante, se han hecho repoblaciones de alevines y está prohibida su pesca al ser refugio de

## Historia
Entre este río y el Guadalete se encuentra la Sierra Valleja, donde hay enterramientos y las pinturas rupestres.
En 1836 tuvo lugar la Batalla del Majaceite.

## Actividades de interés
El sendero del río Majaceite une El Bosque y Benamahoma, por un sendero de dificultad baja que discurre a lo largo del Majaceite, transitable a pie todo el año (dos horas).